# Christian August von Schleswig-Holstein-Sonderburg-Augustenburg (1798–1869)

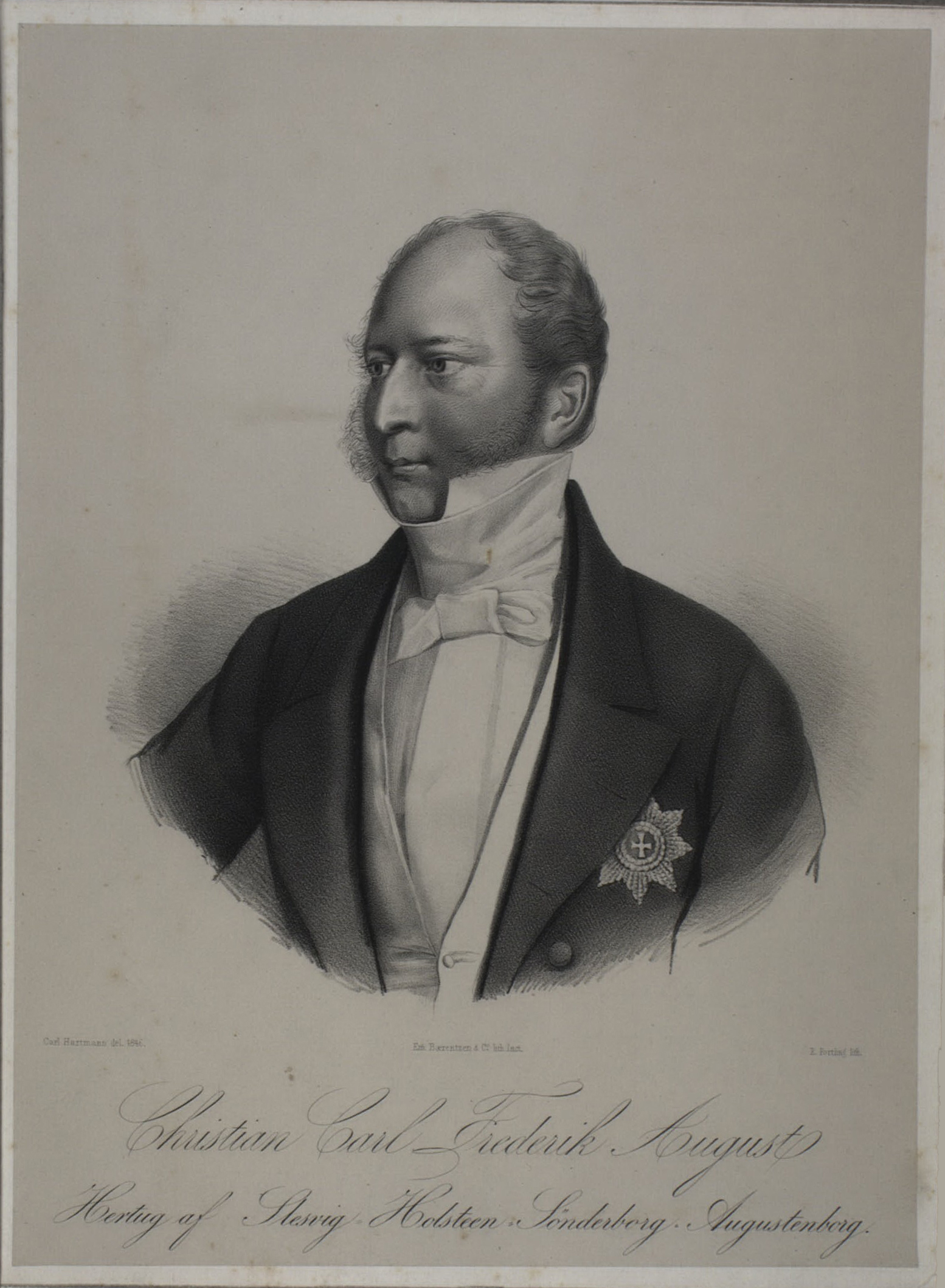
Christian August von Schleswig-Holstein-Sonderburg-Augustenburg

Christian August Herzog von Schleswig-Holstein-Sonderburg-Augustenburg (* 19. Juli 1798 in Kopenhagen; † 11. März 1869 in Primkenau) war ab 1814 Chef der Augustenburger Linie des Hauses Oldenburg. Politisch trat er für die Unabhängigkeit von Schleswig und Holstein von Dänemark ein. Nach dem Scheitern seiner Bestrebungen leistete er unter Zwang 1852 einen politischen Betätigungsverzicht, ohne jedoch seine Erbansprüche formell aufzugeben.

## Leben und Wirken

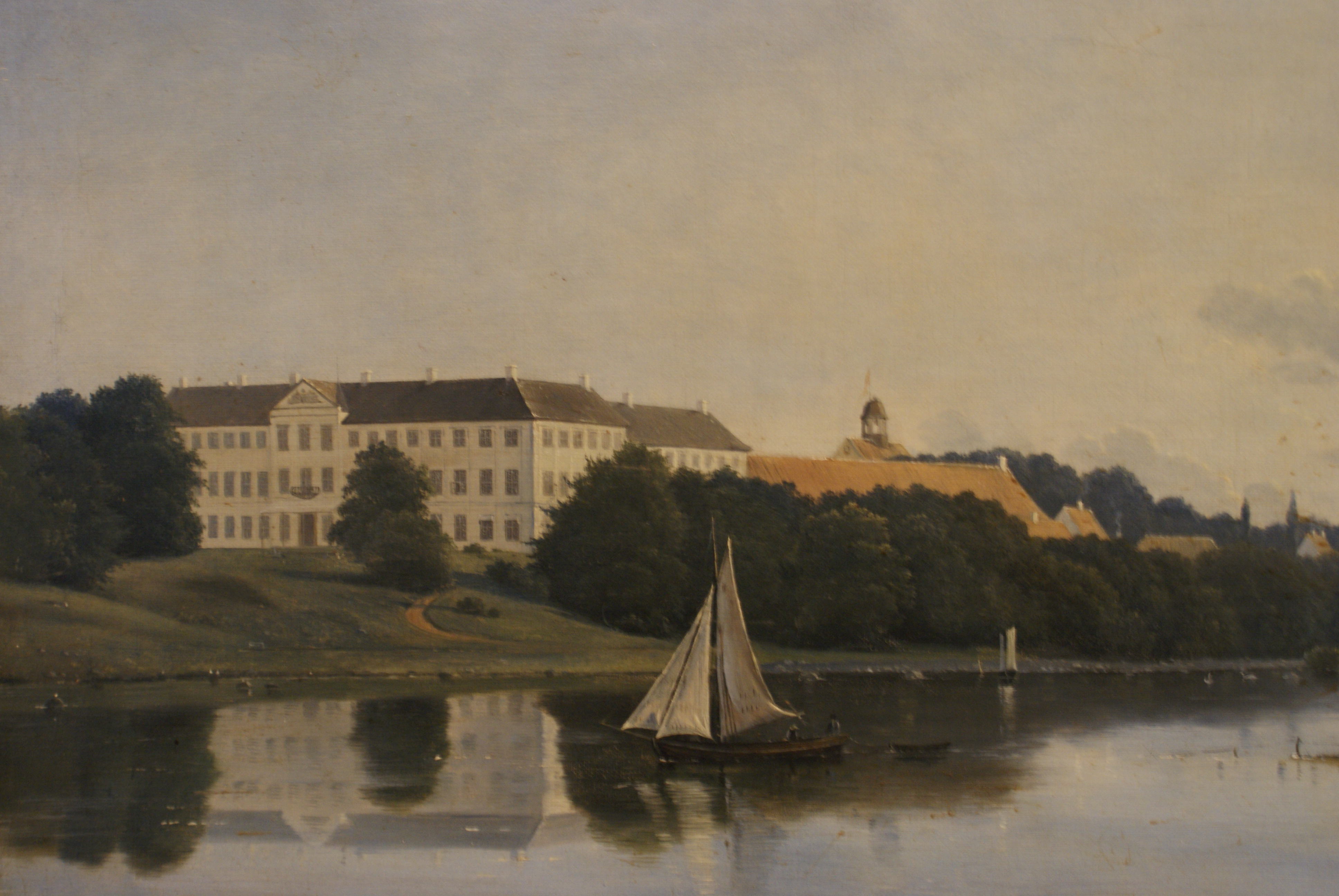
Schloss Augustenburg im Jahr 1845.

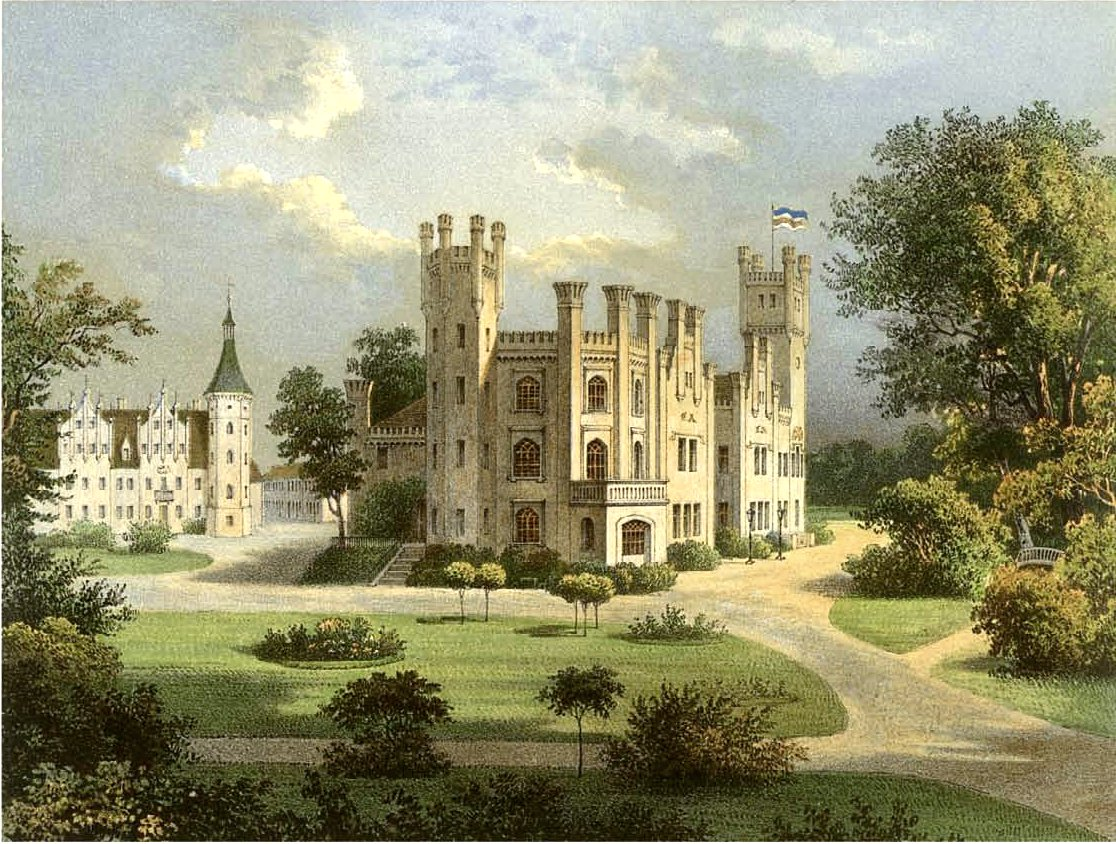
Schloss Primkenau um 1860, Sammlung Alexander Duncker

Er war der älteste Sohn von Friedrich Christian II. und Prinzessin Louise Auguste von Dänemark, weswegen sein Vater Erbansprüche auf den dänischen Thron anmeldete. Christian Augusts Schwester Caroline Amalie war mit König Christian VIII. von Dänemark verheiratet. Sein Bruder Friedrich war seit 1842 Statthalter von Schleswig-Holstein.
Er selbst war Befürworter der schleswig-holsteinischen Bewegung. Sein Ziel war ein vereinigtes Schleswig-Holstein im Deutschen Bund mit einer liberalen Verfassung und sich selbst als Herzog. Er beanspruchte ebenfalls den dänischen Thron in der komplizierten Erbfolgenfrage. Im Jahr 1837 veröffentlichte er eine anonyme Schrift unter dem Titel Die Erbfolge Schleswig-Holstein. Christian August war 1831 und 1836 aufgrund einer Virilstimme Mitglied der schleswigschen Ständeversammlung. In der Folge schloss er sich der deutschfreundlichen schleswig-holsteinischen Landespartei an. Im Jahr 1846 protestierte er gegen den „offenen Brief“ des dänischen Königs Christian VIII. durch die Niederlegung seines Mandats in der Ständeversammlung. Im Jahr 1848 wurde er zum Abgeordneten der preußischen Nationalversammlung gewählt. 
In den Jahren 1848–49 unterstützte Christian August die schleswig-holsteinische Unabhängigkeitsbewegung und nahm während des Feldzuges gegen Dänemark als Generalleutnant an den Gefechten bei Schleswig, Düppel, Idstedt, Missunde und Friedrichstadt teil. Nach dem Ende des Krieges und der Olmützer Punktation wurde er verbannt. Im Jahr 1852 übertrug er seine Besitzungen in Schleswig-Holstein an Dänemark, verzichtete aber keineswegs auf seine Erbansprüche. Anschließend lebte Christian August als Rittergutsbesitzer von Schloss Primkenau im niederschlesischen Primkenau, wurde Ende Mai 1857 à la suite der Preußischen Armee gestellt und stieg Mitte Oktober 1861 zum General der Kavallerie auf. 1863 übertrug er seine herzoglichen Anrechte auf seinen ältesten Sohn Friedrich. Am 27. September 1865 erhielt er seinen Abschied aus der Armee.

## Familie

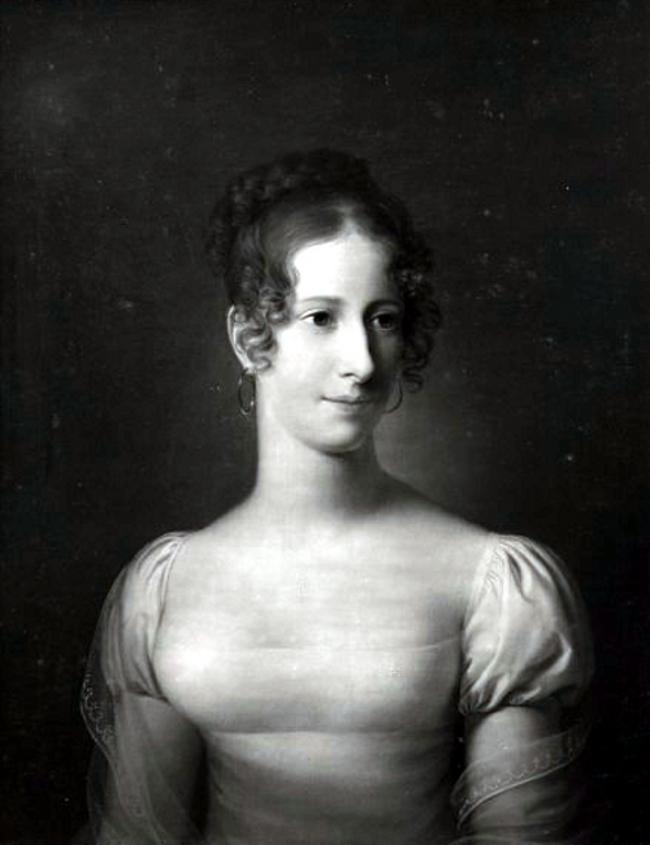
Luise Sophie Gräfin Danneskiold-Samsöe

Christian August heiratete Luise Sophie von Danneskjold-Samsöe (1796–1867), Tochter des Grafen Christian Conrad Sophus von Danneskjold-Samsöe.
- Alexander Friedrich Georg (1821–1823)
- Luise Auguste (1823–1872)
- Karoline Amelie (1826–1901)
- Wilhelmine Friederike (1828–1829)
- Friedrich VIII. (1829–1880) ⚭ Prinzessin Adelheid zu Hohenlohe-Langenburg
- Christian (1831–1917) ⚭ Prinzessin Helena „Lenchen“ von Großbritannien und Irland
- Henriette (1833–1917) ⚭ Friedrich von Esmarch